# Triaspis caucasica
Triaspis caucasica är en stekelart som beskrevs av Abdinbekova 1969. Triaspis caucasica ingår i släktet Triaspis och familjen bracksteklar. Inga underarter finns listade i Catalogue of Life.